# Raksa Jiwa
Raksa Jiwa is een bestuurslaag in het regentschap Ogan Komering Ulu van de provincie Zuid-Sumatra, Indonesië. Raksa Jiwa telt 1040 inwoners (volkstelling 2010).